# Paulo Futre
Jorge Paulo dos Santos Futre (* 28. Februar 1966 in Montijo, Portugal) ist ein ehemaliger portugiesischer Fußballspieler. Er ist allgemein als Futre bekannt. Der dribbelstarke Stürmer war bei zahlreichen internationalen Vereinen unter Vertrag.

## Werdegang
Futre stammt aus der Jugend von Sporting Lissabon und erhielt 1983 dort auch seinen ersten Profivertrag. 1984 wechselte er zum FC Porto und gewann mit dem Club neben zahlreichen nationalen Titeln 1987 den Europapokal der Landesmeister. In der darauf folgenden Saison wechselte Futre für eine hohe Ablösesumme zu Atlético Madrid. Nach weiteren internationalen Engagements bei Benfica Lissabon, Olympique Marseille, der AC Reggiana, der AC Mailand, West Ham United und den Yokohama Marinos beendete er 1999 seine aktive Karriere. Seitdem war er u. a. als technischer Direktor bei Atlético Madrid tätig.
Futre spielte zwischen 1983 und 1995 insgesamt 41-mal für die Portugiesische Fußballnationalmannschaft und erzielte dabei sechs Tore.

## Erfolge
- Europapokal der Landesmeister: 1986/87
- Portugiesischer Meister: 1984/85, 1985/86
- Portugiesischer Supercupsieger: 1985
- Spanischer Pokalsieger: 1990/91, 1991/92